# Rhododendron polyanthemum
Rhododendron polyanthemum är en ljungväxtart som beskrevs av Herman Otto Sleumer. Rhododendron polyanthemum ingår i släktet rododendron, och familjen ljungväxter. Inga underarter finns listade i Catalogue of Life.